# Masaomi Kanzaki
Masaomi Kazanki (jap. 神崎 将臣 Kanzaki Masaomi) – japoński rysownik mang (ur. 17 sierpnia 1964). Znany z m.in. mangi Street Fighter II. 

## Prace
- Flag Fighters
- Ironcat
- Hagane
- Xenon
- Gun Crisis
- Ikasete!! Bambina
- Kaze
- Mission of Blue Buck
- Shogun Cop
- Street Fighter II
- Xenon: 199X R